# Klipkerk
De Klipkerk is een kerkgebouw van de Nederduits Gereformeerde Kerk in het plaatsje Steenbok in het district Namakwaland in de Zuid-Afrikaanse provincie Noord-Kaap, en is gebouwd in 1924. De plaatselijke gemeente wordt Nederduits Gereformeerde gemeenten Namakwaland genoemd. 
Op 24 augustus 1922 overtuigde ds. W.P. Steenkamp de kerkenraad om een kerk te bouwen op het land van weduwe Van Wijk. Voor het bedrag van £16 000 wordt de bouw aanbesteedt en in 1924 wordt het gebouw ingewijd. De uiteindelijke kosten bedroegen £17 200. Het gebouw is gebouwd tijdens een zeer droge periode wat in deze omgeving armoede betekende. Desondanks kwamen de benodigde gelden toch binnen. In de kerk hangt een hardstenen dankbord met daarop de tekst: ‘Nageslachten, ziet wat eendracht onder Gods zegen kan doen’.
Het gebouw is ontworpen door architect F.W. Van Der Houwen.
In 1979 werd het gebouw tot ‘Nasionale gedankwaardigheid’ verklaard.

## Predikanten
- Johannes Stephanus Hauman, 1870 - 1881
- Willem Johannes Conradie, 1886 - 1895
- Willem Siebert Edward Rörich, 1897 - 1908
- Jacobus Arnoldus Retief du Toit, 1910 - 1918
- Willem Petrus Steenkamp, 1919 - 1926
- Willem Lucas Steenkamp, 1928 - 1935, 1944 - 1950
- Lodewikus Petrus du Preez, 1963 - 1977
- Matthys Michielse (Thys) Agenbach, 1965 - 1975
- Steyn McCarthy, 1977 - 1984
- Hendrik Jacobus Greeff, 1984 - 2007
- Nicolas Jacobus Louw Smit, 2009 – heden